# 内原町
内原町（うちはらまち）は、茨城県東茨城郡に置かれていた町である。

## 地理
- 山：
- 河川：涸沼前川、古矢川、桜川(千波湖)
- 湖沼：三野輪池、武具池、清水沼、皿沼、湛沼

### 隣接自治体
- 水戸市
- 笠間市
- 東茨城郡
  - 茨城町
- 西茨城郡
  - 友部町

## 歴史

### 年表

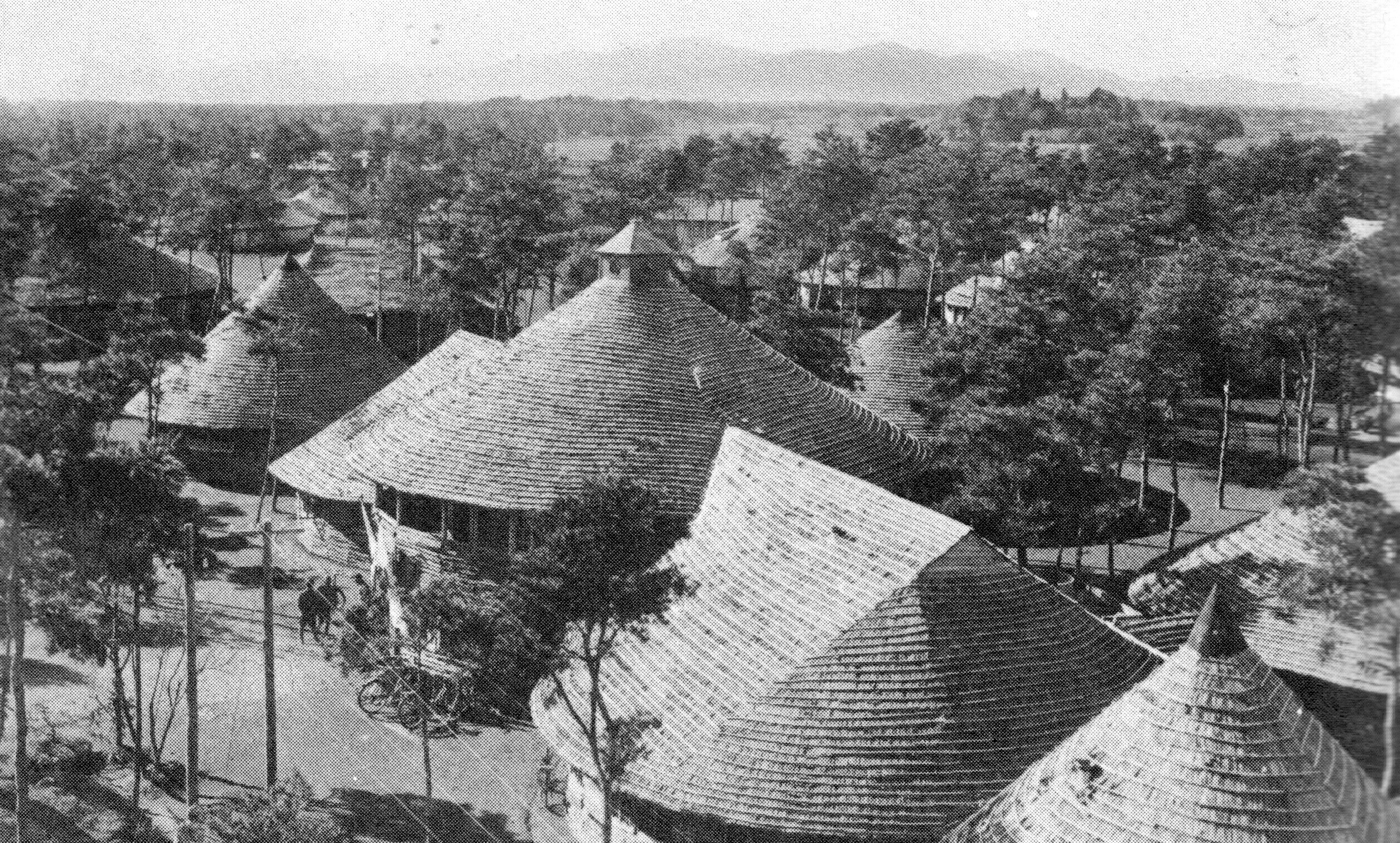
日輪兵舎が並ぶ内原訓練所。独創的な建築で注目された。

- 1889年（明治22年）1月16日 - 内原駅が開業。
- 1938年（昭和13年）3月 - 満蒙開拓青少年義勇軍内原訓練所開設。
- 1953年（昭和28年）5月18日 - 国道122号（現在の国道50号）が制定。
- 1955年（昭和30年）3月31日 - 中妻村、下中妻村、鯉淵村の一部が合併し、内原村が発足。
- 1965年（昭和40年）1月1日 - 町制施行し内原町となる。
- 1988年（昭和63年）12月1日 - 東茨城郡茨城町と境界変更。
- 2005年（平成17年）2月1日 - 水戸市へ編入されたため消滅。

### 行政区域変遷
- 変遷の年表

| 内原町町域の変遷（年表） | 内原町町域の変遷（年表） | 内原町町域の変遷（年表） |
| 年                       | 月日                     | 旧内原町町域に関連する行政区域変遷 |
| ------------------------ | ------------------------ | --- |
| 1889年（明治22年）       | 4月1日                   | 町村制施行により、以下の村がそれぞれ発足。 - 中妻村 ← 筑地村・赤尾関村・大足村・有賀村・牛伏村・黒磯村・田島村・三野輪村 - 下中妻村 ← 小林村・内原村・中原村・三湯村 - 鯉淵村 ← 鯉淵村・下野新田・五平村・高田村 |
| 1955年（昭和30年）       | 3月31日                  | 中妻村、下中妻村、鯉淵村の一部（鯉淵・五平の一部を除く）が合併し、内原村が発足。 - 鯉淵村の残部（鯉淵・五平の一部）は西茨城郡友部町（現笠間市）へ編入。                                                          |
| 1965年（昭和40年）       | 1月1日                   | 内原村は町制施行し内原町となる。 |
| 2005年（平成17年）       | 2月1日                   | 内原町は水戸市へ編入され、消滅。 |

- 変遷表

| 内原町町域の変遷表（※細かい境界の変遷は省略） | 内原町町域の変遷表（※細かい境界の変遷は省略） | 内原町町域の変遷表（※細かい境界の変遷は省略） | 内原町町域の変遷表（※細かい境界の変遷は省略） | 内原町町域の変遷表（※細かい境界の変遷は省略） | 内原町町域の変遷表（※細かい境界の変遷は省略） | 内原町町域の変遷表（※細かい境界の変遷は省略） | 内原町町域の変遷表（※細かい境界の変遷は省略） | 内原町町域の変遷表（※細かい境界の変遷は省略） |
| 1868年 以前                                   | 1868年 以前                                   | 明治元年 - 明治22年                           | 明治22年 4月1日                               | 明治22年 - 昭和19年                           | 昭和20年 - 昭和64年                           | 昭和20年 - 昭和64年                           | 平成元年 - 現在                               | 現在                                          |
| --------------------------------------------- | --------------------------------------------- | --------------------------------------------- | --------------------------------------------- | --------------------------------------------- | --------------------------------------------- | --------------------------------------------- | --------------------------------------------- | --------------------------------------------- |
|                                               | 小林村                                        | 小林村                                        | 下中妻村                                      | 下中妻村                                      | 昭和30年3月31日 内原村                        | 昭和40年1月1日 町制                           | 平成17年2月1日 水戸市に編入                   | 水戸市                                        |
|                                               | 内原村                                        |                                               | 下中妻村                                      | 下中妻村                                      | 昭和30年3月31日 内原村                        | 昭和40年1月1日 町制                           | 平成17年2月1日 水戸市に編入                   | 水戸市                                        |
|                                               | 中原村                                        |                                               | 下中妻村                                      | 下中妻村                                      | 昭和30年3月31日 内原村                        | 昭和40年1月1日 町制                           | 平成17年2月1日 水戸市に編入                   | 水戸市                                        |
|                                               | 三湯村                                        |                                               | 下中妻村                                      | 下中妻村                                      | 昭和30年3月31日 内原村                        | 昭和40年1月1日 町制                           | 平成17年2月1日 水戸市に編入                   | 水戸市                                        |
|                                               | 筑地村                                        | 筑地村                                        | 中妻村                                        | 中妻村                                        | 昭和30年3月31日 内原村                        | 昭和40年1月1日 町制                           | 平成17年2月1日 水戸市に編入                   | 水戸市                                        |
|                                               | 赤尾関村                                      |                                               | 中妻村                                        | 中妻村                                        | 昭和30年3月31日 内原村                        | 昭和40年1月1日 町制                           | 平成17年2月1日 水戸市に編入                   | 水戸市                                        |
|                                               | 大足村                                        |                                               | 中妻村                                        | 中妻村                                        | 昭和30年3月31日 内原村                        | 昭和40年1月1日 町制                           | 平成17年2月1日 水戸市に編入                   | 水戸市                                        |
|                                               | 有賀村                                        |                                               | 中妻村                                        | 中妻村                                        | 昭和30年3月31日 内原村                        | 昭和40年1月1日 町制                           | 平成17年2月1日 水戸市に編入                   | 水戸市                                        |
|                                               | 牛伏村                                        |                                               | 中妻村                                        | 中妻村                                        | 昭和30年3月31日 内原村                        | 昭和40年1月1日 町制                           | 平成17年2月1日 水戸市に編入                   | 水戸市                                        |
|                                               | 黒磯村                                        |                                               | 中妻村                                        | 中妻村                                        | 昭和30年3月31日 内原村                        | 昭和40年1月1日 町制                           | 平成17年2月1日 水戸市に編入                   | 水戸市                                        |
|                                               | 田島村                                        |                                               | 中妻村                                        | 中妻村                                        | 昭和30年3月31日 内原村                        | 昭和40年1月1日 町制                           | 平成17年2月1日 水戸市に編入                   | 水戸市                                        |
|                                               | 三野輪村                                      |                                               | 中妻村                                        | 中妻村                                        | 昭和30年3月31日 内原村                        | 昭和40年1月1日 町制                           | 平成17年2月1日 水戸市に編入                   | 水戸市                                        |
|                                               | 鯉淵村の一部                                  | 鯉淵村の一部                                  | 鯉淵村 の一部                                 | 鯉淵村の一部                                  | 昭和30年3月31日 内原村                        | 昭和40年1月1日 町制                           | 平成17年2月1日 水戸市に編入                   | 水戸市                                        |
|                                               | 下野新田                                      |                                               | 鯉淵村 の一部                                 | 鯉淵村の一部                                  | 昭和30年3月31日 内原村                        | 昭和40年1月1日 町制                           | 平成17年2月1日 水戸市に編入                   | 水戸市                                        |
|                                               | 五平村の一部                                  |                                               | 鯉淵村 の一部                                 | 鯉淵村の一部                                  | 昭和30年3月31日 内原村                        | 昭和40年1月1日 町制                           | 平成17年2月1日 水戸市に編入                   | 水戸市                                        |
|                                               | 田沢村                                        | 明治11年 高田村                               | 鯉淵村 の一部                                 | 鯉淵村の一部                                  | 昭和30年3月31日 内原村                        | 昭和40年1月1日 町制                           | 平成17年2月1日 水戸市に編入                   | 水戸市                                        |
|                                               | 高野村                                        | 明治11年 高田村                               | 鯉淵村 の一部                                 | 鯉淵村の一部                                  | 昭和30年3月31日 内原村                        | 昭和40年1月1日 町制                           | 平成17年2月1日 水戸市に編入                   | 水戸市                                        |

## 地域

### 教育
- 中学校
  - 内原町立内原中学校
- 小学校
  - 内原町立内原小学校
  - 内原町立妻里小学校
  - 内原町立鯉淵小学校
- その他
  - 茨城県立内原養護学校
  - 日本農業実践学園
  - いばらき中央福祉専門学校
  - 鯉淵学園農業栄養専門学校

## 交通

### 道路
- 高速道路
  - 常磐自動車道：（町内にICはないが、水戸ICは内原町よりである。）
- 一般国道
  - 国道50号
- 主要地方道
  - 茨城県道30号常陸太田烏山線
  - 茨城県道40号内原塩崎線
  - 茨城県道53号つくば千代田線
- 一般県道
  - 茨城県道105号友部内原線

### 鉄道
- 東日本旅客鉄道
  - ■常磐線・水戸線
    - 内原駅

## 名所・旧跡・観光スポット・祭事・催事
- 満蒙開拓青少年義勇軍の訓練所